# Promozione Lombardia 1990-1991
Nella stagione 1990-1991 la Promozione era il sesto livello del calcio italiano (il massimo livello regionale). Qui vi sono le statistiche relative al campionato in Lombardia.
Il campionato è strutturato in vari gironi all'italiana su base regionale, gestiti dai Comitati Regionali di competenza. Promozioni alla categoria superiore e retrocessioni in quella inferiore non erano sempre omogenee; erano quantificate all'inizio del campionato dal Comitato Regionale secondo le direttive stabilite dalla Lega Nazionale Dilettanti, ma flessibili, in relazione al numero delle società retrocesse dal Campionato Interregionale e perciò, a seconda delle varie situazioni regionali, la fine del campionato poteva avere degli spareggi sia di promozione che di retrocessione.
Questo è il campionato regionale della regione Lombardia, ma fino alla stagione 1994-1995 la provincia di Piacenza è stata di competenza del Comitato Regionale Lombardo, così come la provincia di Mantova è stata gestita dal Comitato Regionale Emilia-Romagna.
È l'ultima stagione che sui documenti F.I.G.C. viene scritto "Comitato Regionale Lombardo". Dal 1º luglio 1991 il Comitato diventa "Comitato Regionale Lombardia".

## Girone A

### Squadre partecipanti
| Club                  | Città                         |
| --------------------- | ----------------------------- |
| A.S. Abbiategrasso    | Abbiategrasso (MI)            |
| U.S. Caronnese        | Caronno Pertusella (VA)       |
| G.S. Castanese B.P.M. | Castano Primo (MI)            |
| U.S. Cistellum        | Cislago (VA)                  |
| U.S. Inveruno         | Inveruno (MI)                 |
| U.S. Mozzatese Calcio | Mozzate (VA)                  |
| U.S. Nervianese       | Nerviano (MI)                 |
| A.C. Parabiago        | Parabiago (MI)                |
| A.S. Pontevecchio     | Ponte Vecchio di Magenta (MI) |
| A.S. Real Cesate      | Cesate (MI)                   |
| U.S. Rescaldinese     | Rescaldina (MI)               |
| A.C. Samverga         | Verghera di Samarate (VA)     |
| S.S. Sommese Calcio   | Somma Lombardo (VA)           |
| A.S. Ternatese Calcio | Ternate (VA)                  |
| F.C. Travedona        | Travedona Monate (VA)         |
| F.C. Verbano Calcio   | Besozzo (VA)                  |

### Classifica finale
|  | Pos. | Squadra          | Pt | G  | V  | N  | P  | GF | GS | DR  |
|  | ---- | ---------------- | -- | -- | -- | -- | -- | -- | -- | --- |
|  | 1.   | Abbiategrasso    | 44 | 30 | 17 | 10 | 3  | 41 | 13 | +28 |
|  | 2.   | Pontevecchio     | 41 | 30 | 15 | 11 | 4  | 50 | 29 | +21 |
|  | 3.   | Real Cesate      | 37 | 30 | 12 | 13 | 5  | 27 | 20 | +7  |
|  | 4.   | Mozzatese        | 35 | 30 | 12 | 11 | 7  | 36 | 28 | +8  |
|  | 5.   | Parabiago        | 34 | 30 | 8  | 18 | 4  | 32 | 29 | +3  |
|  | 6.   | Travedona        | 32 | 30 | 11 | 10 | 9  | 30 | 25 | +5  |
|  | 7.   | Castanese B.P.M. | 31 | 30 | 10 | 11 | 9  | 31 | 24 | +7  |
|  | 7.   | Caronnese        | 31 | 30 | 10 | 11 | 9  | 28 | 23 | +5  |
|  | 7.   | Cistellum        | 31 | 30 | 12 | 7  | 11 | 29 | 25 | +4  |
|  | 10.  | Samverga         | 30 | 30 | 10 | 10 | 10 | 25 | 33 | -8  |
|  | 11.  | Rescaldinese     | 30 | 30 | 10 | 10 | 10 | 36 | 32 | +4  |
|  | 12.  | Inveruno         | 26 | 30 | 7  | 12 | 11 | 25 | 34 | -9  |
|  | 13.  | Verbano          | 24 | 30 | 9  | 6  | 15 | 25 | 34 | -9  |
|  | 14.  | Ternatese        | 24 | 30 | 6  | 12 | 12 | 24 | 33 | -9  |
|  | 15.  | Nerviano         | 15 | 30 | 4  | 7  | 19 | 19 | 49 | -30 |
|  | 16.  | Sommese          | 15 | 30 | 6  | 3  | 21 | 17 | 44 | -27 |

Legenda:
      Ammesso agli spareggi per la promozione al Campionato Interregionale 1991-1992.
 Va allo spareggio salvezza/retrocessione.
      Retrocesso in Prima Categoria 1991-1992.
Regolamento:
Due punti a vittoria, uno a pareggio, zero a sconfitta.
Le squadre dal 2º al 8º posto (più le perdenti lo spareggio tra le prime) vengono ammesse all'Eccellenza Lombardia 1991-1992; quelle dall'8° al 13° rimangono in Promozione Lombardia 1991-1992.

### Spareggio salvezza/retrocessione
|           | Risultato               |         | Luogo e data              |  |
| --------- | ----------------------- | ------- | ------------------------- |  |
| Ternatese | 0-0 d.t.s. 4-2 d.c.r. - | Verbano | Guanzate , 19 maggio 1991 |  |
|           |                         |         |                           |  |

## Girone B

### Squadre partecipanti
| Club                       | Città                   |
| -------------------------- | ----------------------- |
| U.S. Audax Bresso Nuova    | Bresso (MI)             |
| A.C. Besana                | Besana in Brianza (MI)  |
| A.C. Brugherio             | Brugherio (MI)          |
| A.C. Calolziocorte         | Calolziocorte (BG)      |
| A.S. Cologno Monzese       | Cologno Monzese (MI)    |
| G.S. Concorezzese          | Concorezzo (MI)         |
| Erbese Calcio              | Erba (CO)               |
| G.S. Galbiatese            | Galbiate (CO)           |
| Hard Sondrio Calcio S.r.l. | Sondrio                 |
| U.S. Lomazzo               | Lomazzo (CO)            |
| A.C. Lentatese             | Lentate sul Seveso (MI) |
| Pol. Mandello              | Mandello del Lario (CO) |
| A.C. Muggiò                | Muggiò (MI)             |
| A.S. Oggiono               | Oggiono (CO)            |
| S.C. Rovellasca 1910       | Rovellasca (CO)         |
| U.S. Senaghese             | Senago (MI)             |

### Classifica finale
|  | Pos. | Squadra            | Pt | G  | V  | N  | P  | GF | GS | DR  |
|  | ---- | ------------------ | -- | -- | -- | -- | -- | -- | -- | --- |
|  | 1.   | Lentatese          | 44 | 30 | 18 | 8  | 4  | 48 | 23 | +25 |
|  | 2.   | Brugherio          | 43 | 30 | 16 | 11 | 3  | 55 | 16 | +39 |
|  | 3.   | Muggiò             | 39 | 30 | 15 | 9  | 6  | 44 | 27 | +17 |
|  | 4.   | Concorezzese       | 38 | 30 | 14 | 10 | 6  | 43 | 27 | +16 |
|  | 5.   | Erbese             | 35 | 30 | 13 | 9  | 8  | 40 | 22 | +18 |
|  | 5.   | Besana             | 35 | 30 | 11 | 13 | 6  | 39 | 29 | +10 |
|  | 7.   | Galbiatese         | 33 | 30 | 12 | 9  | 9  | 30 | 25 | +5  |
|  | 8.   | Calolziocorte      | 31 | 30 | 10 | 11 | 9  | 22 | 27 | -5  |
|  | 9.   | Hard Sondrio       | 28 | 30 | 9  | 10 | 11 | 29 | 37 | -8  |
|  | 10.  | Cologno Monzese    | 26 | 30 | 7  | 12 | 11 | 30 | 34 | -4  |
|  | 11.  | Oggiono            | 26 | 30 | 7  | 12 | 11 | 29 | 33 | -4  |
|  | 11.  | Mandello           | 26 | 30 | 7  | 12 | 11 | 27 | 35 | -8  |
|  | 13.  | Rovellasca 1910    | 25 | 30 | 7  | 11 | 12 | 19 | 29 | -10 |
|  | 14.  | Senaghese          | 25 | 30 | 9  | 7  | 14 | 36 | 40 | -4  |
|  | 15.  | Lomazzo            | 18 | 30 | 6  | 6  | 18 | 20 | 49 | -29 |
|  | 16.  | Audax Bresso Nuova | 8  | 30 | 1  | 6  | 23 | 16 | 74 | -58 |

Legenda:
      Ammesso agli spareggi per la promozione al Campionato Interregionale 1991-1992.
 Va allo spareggio salvezza/retrocessione.
      Retrocesso in Prima Categoria 1991-1992.
Regolamento:
Due punti a vittoria, uno a pareggio, zero a sconfitta.
Le squadre dal 2º al 8º posto (più le perdenti lo spareggio tra le prime) vengono ammesse all'Eccellenza Lombardia 1991-1992; quelle dall'8° al 13° rimangono in Promozione Lombardia 1991-1992.

### Spareggio salvezza/retrocessione
|           | Risultato               |                 | Luogo e data           |  |
| --------- | ----------------------- | --------------- | ---------------------- |  |
| Senaghese | 0-0 d.t.s. 2-3 (d.c.r.) | Rovellasca 1910 | Uboldo, 19 maggio 1991 |  |
|           |                         |                 |                        |  |

## Girone C

### Squadre partecipanti
| Club                       | Città                      |
| -------------------------- | -------------------------- |
| S.S. Borgolombardo         | San Giuliano Milanese (MI) |
| U.S. Caravaggio            | Caravaggio (BG)            |
| A.C. Carugate              | Carugate (MI)              |
| F.C. Cassano 1966          | Cassano d'Adda (MI)        |
| A.C. Cernusco              | Cernusco sul Naviglio (MI) |
| A.C. Comun Nuovo           | Comun Nuovo (BG)           |
| A.S. Giana Erminio         | Gorgonzola (MI)            |
| G.S. Luisiana              | Pandino (CR)               |
| U.S. Mapello               | Mapello (BG)               |
| U.S. Melzo                 | Melzo (MI)                 |
| Pol. Pro Paullo            | Paullo (MI)                |
| S.S. Tritium               | Trezzo sull'Adda (MI)      |
| C.S. Trevigliese           | Treviglio (BG)             |
| A.C. Verdello              | Verdello (BG)              |
| U.S.C. Voluntas Osio Sotto | Osio Sotto (BG)            |
| Pol. Zanica                | Zanica (BG)                |

### Classifica finale
|  | Pos. | Squadra             | Pt | G  | V  | N  | P  | GF | GS | DR  |
|  | ---- | ------------------- | -- | -- | -- | -- | -- | -- | -- | --- |
|  | 1.   | Tritium             | 45 | 30 | 18 | 9  | 3  | 42 | 10 | +32 |
|  | 2.   | Cernusco            | 38 | 30 | 14 | 10 | 6  | 42 | 19 | +23 |
|  | 3.   | Cassano 1966        | 37 | 30 | 12 | 13 | 5  | 26 | 16 | +10 |
|  | 4.   | Voluntas Osio Sotto | 36 | 30 | 13 | 10 | 7  | 29 | 19 | +10 |
|  | 5.   | Giana Erminio       | 34 | 30 | 10 | 14 | 6  | 28 | 26 | +2  |
|  | 6.   | Carugate            | 33 | 30 | 9  | 15 | 6  | 28 | 24 | +4  |
|  | 7.   | Verdello            | 32 | 30 | 10 | 12 | 8  | 26 | 26 | 0   |
|  | 8.   | Trevigliese         | 29 | 30 | 6  | 17 | 7  | 38 | 36 | +2  |
|  | 9.   | Zanica              | 28 | 30 | 9  | 10 | 11 | 25 | 32 | -7  |
|  | 10.  | Comun Nuovo         | 27 | 30 | 7  | 14 | 9  | 27 | 29 | -2  |
|  | 10.  | Caravaggio          | 27 | 30 | 7  | 13 | 10 | 18 | 23 | -5  |
|  | 10.  | Borgolombardo       | 27 | 30 | 5  | 17 | 8  | 24 | 30 | -6  |
|  | 13.  | Melzo               | 26 | 30 | 7  | 12 | 11 | 25 | 31 | -6  |
|  | 14.  | Pro Paullo          | 24 | 30 | 4  | 16 | 10 | 20 | 28 | -8  |
|  | 15.  | Mapello             | 22 | 30 | 6  | 10 | 14 | 17 | 35 | -18 |
|  | 16.  | Luisiana            | 15 | 30 | 4  | 7  | 19 | 22 | 52 | -30 |

Legenda:
      Ammesso agli spareggi per la promozione al Campionato Interregionale 1991-1992.
      Retrocesso in Prima Categoria 1991-1992.
Regolamento:
Due punti a vittoria, uno a pareggio, zero a sconfitta.
Le squadre dal 2º al 8º posto (più le perdenti lo spareggio tra le prime) vengono ammesse all'Eccellenza Lombardia 1991-1992; quelle dall'8° al 13° rimangono in Promozione Lombardia 1991-1992.

## Girone D

### Squadre partecipanti
| Club                      | Città                   |
| ------------------------- | ----------------------- |
| F.C. Alzano               | Alzano Lombardo (BG)    |
| Pol. Borgo San Giacomo    | Borgo San Giacomo (BS)  |
| A.S. Capriolo             | Capriolo (BS)           |
| F.C. Chiari               | Chiari (BS)             |
| Club Azzurri Brescia      | Brescia                 |
| U.S. Clusone              | Clusone (BG)            |
| Pol. Concesio             | Concesio (BS)           |
| A.C. Fontanellese         | Fontanella (BG)         |
| U.S. Forza e Costanza     | Martinengo (BG)         |
| G.S. Grumellese Palazzolo | Grumello del Monte (BG) |
| A.S. Pizzighettone        | Pizzighettone (CR)      |
| U.S. Quinzano             | Quinzano d'Oglio (BS)   |
| A.C. Sebinia Alto Sebino  | Lovere (BG)             |
| Pol. San Paolo d'Argon    | San Paolo d'Argon (BG)  |
| G.S. Verolese Ocean       | Verolanuova (BS)        |
| A.C. Virtus Gazzaniga     | Gazzaniga (BG)          |

### Classifica finale
|  | Pos. | Squadra              | Pt | G  | V  | N  | P  | GF | GS | DR  |
|  | ---- | -------------------- | -- | -- | -- | -- | -- | -- | -- | --- |
|  | 1.   | San Paolo d'Argon    | 50 | 30 | 20 | 10 | 0  | 68 | 22 | +46 |
|  | 2.   | Chiari               | 44 | 30 | 17 | 10 | 3  | 51 | 16 | +35 |
|  | 3.   | Alzano               | 43 | 30 | 17 | 9  | 4  | 32 | 14 | +18 |
|  | 4.   | Quinzano             | 37 | 30 | 14 | 9  | 7  | 34 | 21 | +13 |
|  | 5.   | Virtus Gazzaniga     | 33 | 30 | 8  | 17 | 5  | 29 | 25 | +4  |
|  | 6.   | Sebinia Alto Sebino  | 32 | 30 | 11 | 10 | 9  | 30 | 24 | +6  |
|  | 6.   | Capriolo             | 32 | 30 | 10 | 12 | 8  | 29 | 24 | +5  |
|  | 8.   | Borgo San Giacomo    | 31 | 30 | 8  | 15 | 7  | 28 | 35 | -7  |
|  | 9.   | Pizzighettone        | 29 | 30 | 9  | 11 | 10 | 35 | 32 | +3  |
|  | 9.   | Concesio             | 29 | 30 | 9  | 11 | 10 | 35 | 35 | 0   |
|  | 11.  | Verolese             | 26 | 30 | 8  | 10 | 12 | 29 | 30 | -1  |
|  | 12.  | Clusone              | 25 | 30 | 5  | 15 | 10 | 22 | 26 | -4  |
|  | 13.  | Grumellese Palazzolo | 24 | 30 | 8  | 8  | 14 | 23 | 42 | -19 |
|  | 14.  | Forza e Costanza     | 24 | 30 | 7  | 10 | 13 | 28 | 42 | -14 |
|  | 15.  | Azzurri Brescia      | 17 | 30 | 6  | 5  | 19 | 30 | 53 | -23 |
|  | 16.  | Fontanellese         | 4  | 30 | 1  | 2  | 27 | 10 | 72 | -62 |

Legenda:
      Ammesso agli spareggi per la promozione al Campionato Interregionale 1991-1992.
 Va allo spareggio salvezza/retrocessione.
      Retrocesso in Prima Categoria 1991-1992.
Regolamento:
Due punti a vittoria, uno a pareggio, zero a sconfitta.
Le squadre dal 2º al 8º posto (più le perdenti lo spareggio tra le prime) vengono ammesse all'Eccellenza Lombardia 1991-1992; quelle dall'8° al 13° rimangono in Promozione Lombardia 1991-1992.

### Spareggio salvezza/retrocessione
|                  | Risultato |                      | Luogo e data             |  |
| ---------------- | --------- | -------------------- | ------------------------ |  |
| Forza e Costanza | 4 - 2     | Grumellese Palazzolo | Stezzano, 19 maggio 1991 |  |
|                  |           |                      |                          |  |

## Girone E

### Squadre partecipanti
| Club                     | Città                        |
| ------------------------ | ---------------------------- |
| U.S. Borgonovese         | Borgonovo Val Tidone (PC)    |
| A.C. Broni               | Broni (PV)                   |
| F.B.C. Casteggio         | Casteggio (PV)               |
| F.C. Cesano Boscone      | Cesano Boscone (MI)          |
| A.C. Codogno             | Codogno (MI)                 |
| C.S. Locate              | Locate Triulzi (MI)          |
| U.S. Mottese             | Motta Visconti (MI)          |
| Pol. Podenzano           | Podenzano (PC)               |
| A.S. Robbio              | Robbio (PV)                  |
| A.P. San Rocco al Porto  | San Rocco al Porto (MI)      |
| A.S. Sancolombano Calcio | San Colombano al Lambro (MI) |
| A.C. Trezzano Vigor      | Trezzano sul Naviglio (MI)   |
| A.S. Varzi               | Varzi (PV)                   |
| F.C. Vigevano            | Vigevano (PV)                |
| U.S. Vigolzone C.M.C.    | Vigolzone (PC)               |
| U.S. Vizzolese           | Vizzolo Predabissi (MI)      |

### Classifica finale
|  | Pos. | Squadra            | Pt | G  | V  | N  | P  | GF | GS | DR  |
|  | ---- | ------------------ | -- | -- | -- | -- | -- | -- | -- | --- |
|  | 1.   | Vigevano           | 47 | 30 | 18 | 11 | 1  | 44 | 11 | +33 |
|  | 2.   | San Rocco al Porto | 38 | 30 | 13 | 12 | 5  | 29 | 19 | +10 |
|  | 3.   | Cesano Boscone     | 37 | 30 | 12 | 13 | 5  | 31 | 16 | +15 |
|  | 4.   | Casteggio          | 36 | 30 | 13 | 10 | 7  | 36 | 18 | +18 |
|  | 5.   | Sancolombano       | 33 | 30 | 11 | 11 | 8  | 26 | 16 | +10 |
|  | 5.   | Vigolzone C.M.C.   | 33 | 30 | 9  | 15 | 6  | 31 | 25 | +6  |
|  | 5.   | Broni              | 33 | 30 | 9  | 15 | 6  | 23 | 18 | +5  |
|  | 8.   | Varzi              | 32 | 30 | 10 | 12 | 8  | 32 | 24 | +8  |
|  | 8.   | Podenzano          | 32 | 30 | 10 | 12 | 8  | 31 | 26 | +5  |
|  | 10.  | Codogno            | 31 | 30 | 10 | 11 | 9  | 28 | 23 | +5  |
|  | 11.  | Locate             | 29 | 30 | 11 | 7  | 12 | 27 | 30 | -3  |
|  | 12.  | Vizzolese          | 26 | 30 | 7  | 12 | 11 | 22 | 32 | -10 |
|  | 13.  | Trezzano Vigor     | 25 | 30 | 7  | 11 | 12 | 19 | 29 | -10 |
|  | 14.  | Mottese            | 25 | 30 | 7  | 11 | 12 | 27 | 32 | -5  |
|  | 15.  | Borgonovese        | 17 | 30 | 4  | 9  | 17 | 12 | 31 | -19 |
|  | 16.  | Robbio             | 6  | 30 | 2  | 2  | 26 | 10 | 78 | -68 |

Legenda:
      Ammesso agli spareggi per la promozione al Campionato Interregionale 1991-1992.
 Va allo spareggio salvezza/retrocessione.
      Retrocesso in Prima Categoria 1991-1992.
Regolamento:
Due punti a vittoria, uno a pareggio, zero a sconfitta.
Le squadre dal 2º al 8º posto (più le perdenti lo spareggio tra le prime) vengono ammesse all'Eccellenza Lombardia 1991-1992; quelle dall'8° al 13° rimangono in Promozione Lombardia 1991-1992.

### Spareggio per l'ottavo posto in classifica e nell'Eccellenza Lombardia
|       | Risultato      |           | Luogo e data                        |  |
| ----- | -------------- | --------- | ----------------------------------- |  |
| Varzi | 5 - 4 (d.c.r.) | Podenzano | Castel San Giovanni, 19 maggio 1991 |  |
|       |                |           |                                     |  |

### Spareggio salvezza/retrocessione
|         | Risultato |                | Luogo e data                  |  |
| ------- | --------- | -------------- | ----------------------------- |  |
| Mottese | 1 - 2     | Trezzano Vigor | Abbiategrasso, 19 maggio 1991 |  |
|         |           |                |                               |  |

## Spareggi promozione
Fonte:
|                   | Risultati                 |                   | Luogo e data            |  |
| ----------------- | ------------------------- | ----------------- | ----------------------- |  |
| San Paolo d'Argon | 2 - 0                     | Vigevano          | Desio, 12 maggio 1991   |  |
| Abbiategrasso     | 0 - 0                     | Tritium           | ???, 12 maggio 1991     |  |
|                   | Riposa: Lentatese         |                   |                         |  |
|                   |                           |                   |                         |  |
| Abbiategrasso     | 0 - 0                     | Vigevano          | Seregno, 15 maggio 1991 |  |
| Tritium           | 0 - 0                     | Lentatese         | ???, 15 maggio 1991     |  |
|                   | Riposa: San Paolo d'Argon |                   |                         |  |
|                   |                           |                   |                         |  |
| Vigevano          | 2 - 0                     | Lentatese         | Monza, 19 maggio 1991   |  |
| Abbiategrasso     | 0 - 0                     | San Paolo d'Argon | ???, 19 maggio 1991     |  |
|                   | Riposa: Tritium           |                   |                         |  |
|                   |                           |                   |                         |  |
| Vigevano          | 1 - 0                     | Tritium           | Paullo, 22 maggio 1991  |  |
| San Paolo d'Argon | 8 - 1                     | Lentatese         | ???, 22 maggio 1991     |  |
|                   | Riposa: Abbiategrasso     |                   |                         |  |
|                   |                           |                   |                         |  |
| Tritium           | 1 - 0                     | San Paolo d'Argon | ???, 26 maggio 1991     |  |
| Lentatese         | 0 - 3                     | Abbiategrasso     | ???, 26 maggio 1991     |  |
|                   | Riposa: Vigevano          |                   |                         |  |
|                   |                           |                   |                         |  |

### Classifica finale
|  | Pos. | Squadra           | Pt | G | V | N | P | GF | GS | DR  |
|  | ---- | ----------------- | -- | - | - | - | - | -- | -- | --- |
|  | 1.   | San Paolo d'Argon | 5  | 4 | 2 | 1 | 1 | 10 | 2  | +8  |
|  | 2.   | Abbiategrasso     | 5  | 4 | 1 | 3 | 0 | 3  | 0  | +3  |
|  | 3.   | Vigevano          | 5  | 4 | 2 | 1 | 1 | 3  | 2  | +1  |
|  | 4.   | Tritium           | 4  | 4 | 1 | 2 | 1 | 1  | 1  | 0   |
|  | 5.   | Lentatese         | 1  | 4 | 0 | 1 | 3 | 1  | 13 | -12 |

Legenda:
      Promosso in Campionato Interregionale 1991-1992.
Regolamento:
Due punti a vittoria, uno a pareggio, zero a sconfitta.
Note:
Spareggi necessari perché su 5 gironi sono previste solo 3 promozioni.

### Libri
- Annuario 1990-1991 della F.I.G.C. - Roma (1991).
- Annuario del Comitato Regionale Lombardo 1990-1991 F.I.G.C. - L.N.D., consultato presso la sede del C.R.L. a Milano.
- Pietro Serina, Bergamo in campo 1905-1994: il nostro calcio, i suoi numeri, L'Impronta Edizioni - Zanica (BG).

### Giornali
- Libertà, di Piacenza, del 20 maggio p. 23, consultabile online.